# 藤井隆
藤井隆（1972年3月10日—）是一位日本演员、歌手、主持人、搞笑艺人。属于吉本兴业旗下艺人。

## 生平
1972年出生于日本大阪府丰中市，毕业于大阪市立西高等学校，1992年进入吉本新喜剧剧团。

## 家庭
2005年与演员乙叶结婚。